# Cubocephalus contractus
Cubocephalus contractus là một loài tò vò trong họ Ichneumonidae.